# Institut für Fleckfieber- und Virusforschung
Das Institut für Fleckfieber- und Virusforschung war eine Institution des Oberkommandos des Heeres. Es wurde unmittelbar nach Beginn des Zweiten Weltkrieges nach der deutschen Besetzung Polens im Oktober 1939 gegründet und bestand bis zum Rückzug der Wehrmacht 1944 in Krakau. In Lemberg und in Bad Rabka im Generalgouvernement Polen hatte das Institut zwei weitere Standorte. Gegen Kriegsende wurde der Sitz des Instituts nach Roth in Bayern verlegt, wo es nach der US-amerikanischen Besetzung im Mai 1945 aufgelöst wurde.

## Geschichte
Zum Leiter des Instituts, zuletzt im Rang eines Oberstabsarztes, war der Privatdozent an der Universität Berlin, der Hygieniker und Mikrobiologe Hermann Eyer eingesetzt worden, der seit 1937 zum Robert-Koch-Institut abgeordnet gewesen war, um in der Abteilung Virusforschung unter der Leitung von Eugen Haagen Vakzineinfektionen an Mäusen zu erforschen.
Stellvertretender Direktor des Instituts in Krakau war der Stabsarzt Heinrich Mückter, späterer Forschungsleiter bei Grünenthal, unter dessen Leitung das Schlaf- und Beruhigungsmittel Contergan entwickelt wurde. Zuletzt wurde Hermann Eyer vom späteren Präsidenten des Bundesgesundheitsamtes und damaligen Stabsarzt Josef Daniels sowie von Heinrich Naeckten assistiert. Sie waren gegen Kriegsende an der Verlegung des Instituts nach Roth in Bayern beteiligt.
In den Anfangsjahren blieben die Beschäftigten des Instituts kaum von einer Infektion verschont.
Im Institut für Fleckfieber- und Virusforschung wurde ab April 1940 ein Impfstoff zur Fleckfieber-Immunisierung hergestellt. Der entwickelte Fleckfieberimpfstoff erzeugte zwar keine Immunität, führte allerdings zu einem deutlich milderen Verlauf bei Infektion, wobei später die konkurrierenden Präparate durch mehrere vergleichende Versuchsreihen am Menschen im KZ Buchenwald zur Klärung ihrer Wirksamkeit erprobt wurden. Dazu besuchte Hermann Eyer im Februar 1943 auch die Fleckfieberversuchsstation des Hygiene-Instituts der Waffen-SS im KZ Buchenwald. Bei den „medizinischen Experimenten“ wurden KZ-Häftlinge als Versuchspersonen missbraucht, nicht wenige starben dabei.
Nach dem deutschen Einmarsch in die zuvor von der Sowjetunion okkupierten Teile Ostpolens und der Erschießung von 25 Lemberger Universitätsprofessoren am 30. Juni 1941 erklärte sich der polnische Biologe Rudolf Weigl bereit, seine Impfstoffproduktion als Leiter eines Ablegers des Krakauer Instituts für Fleckfieber- und Virusforschung in Lemberg fortzuführen.  In den folgenden vier Jahren konnte er dabei geschätzt mehreren tausend Menschen als sogen. „Läusefütterern“ (poln. „karmiciele wszy“) das Leben retten: Aufgabe dieser Angestellten Weigls war es, in kleine Käfige gesperrte infizierte Läuse (aus denen anschließend der Impfstoff gewonnen wurde) mit ihrem Blut zu füttern, wofür sie als „kriegswichtige“ Mitarbeiter besondere Ausweispapiere erhielten, die sie vor den ärgsten Repressalien schützten und ihnen außerdem höhere Lebensmittelrationen sowie die Möglichkeit, sich relativ frei zu bewegen, zugestanden. Es kamen auch polnische Zwangsarbeiter als Wirte für die Erregerläuse zu Tode.
Unter den Personen mit direktem Bezug zu diesem Institut in Lemberg befanden sich polnische Hochschulprofessoren wie Stefan Banach, Bronisław Knaster und Władysław Orlicz sowie der jüdische Mikrobiologe und Soziologe Ludwik Fleck und der polnische Geograph Alfred Jahn (1915–1999).
Daneben gab es in Rabka bei Krakau einen dritten Standort des Instituts, der von Ralf Bickhardt geleitet wurde und in dem Versuche mit Mäusen durchgeführt worden sind.
1946 stellte die Staatsanwaltschaft Krakau Haftbefehl u. a. gegen Heinrich Mückter wegen menschenverachtender und medizinischer Experimenten an KZ-Häftlingen.